# Camí de l'Horta (Hortoneda)
El Camí de l'Horta és un camí agrícola del poble d'Hortoneda, a l'antic terme d'Hortoneda de la Conca, actualment pertanyent a Conca de Dalt, al Pallars Jussà.
Arrenca del Camí del Solà al nord-est dels Horts de la Font del Cabrer, des d'on s'adreça, de primer cap al nord-est, però després cap a l'oest i el sud-oest, cap als Serrats, partida a la qual fa el tomb pel nord, el Prat del Bedoll, que deixa al nord, la Font de l'Era, que queda al sud, i el Planell de Motes, on acaba el seu recorregut. Segons el Cadastre, el nom d'aquest camí és Camí de les Fonts.